# Скробек, Рышард
Рышард Скробек (пол. Ryszard Skrobek; 4 июля 1951, Олесница, Нижнесилезское воеводство — 28 января 2023) — польский шахматист; международный мастер (1978), гроссмейстер ИКЧФ (1990).
Чемпион Польши (1977).

## Изменения рейтинга
| Графики недоступны из-за технических проблем. См. информацию на Фабрикаторе и на mediawiki.org. |